# Gerni
Gerni var en større virksomhed i Randers, der fremstillede højtrykrensere.

## Historie
- 1962: Virksomheden blev grundlagt 1. maj 1962 af Gert Nielsen (1934 - 2008) og startede i en lejet garage i Tøjhushavekvarteret i Randers.[1]
- 1970: Der bygges en ny fabrik i Helsted og kom op på 100 ansatte.[2][2]
- 1976: Omsætningen er oppe på 71 millioner.[2]
- 1977: Omsætningen er steget til over 90 millioner. 70% til export.[2]
- 1978: Der er 250 ansatte. Virksomheden bliver til Kryolitselskabet Øresund. Gerni var da Europas største virksomhed indenfor højtryksrensere.[2]
- 1988: Virksomheden overtages af A/S Fisker og Nielsen, og skiftede navn Nilfisk-Gerni A/S.[2]
- 1998: Skifter nu navn til Nilfisk Advance.[2]
- 2006: Fabrikken lukker. Knap 30 af de nu 84 ansatte flytter til Nilfisk-Advance i Hadsund for at fortsætte produktion af reservedele.[3][4]

Senere har Campen Auktioner overtager lokalerne i Randers bydelen Helsted.